# Trolejbusová doprava ve Lvově
V ukrajinském městě Lvov je provozována trolejbusová doprava.
Trolejbusy v Lvově vyjely poprvé do ulic 27. listopadu 1952, na lince 1, která vedla od hlavního nádraží na Mickjewiczkovou plošču. Síť zajišťuje provoz na 10 linkách přibližně 64 vozidel ukrajinské a české výroby.  